# CAPAC
Ассоциация композиторов, авторов и издателей Канады (CAPAC) (French: Association des compositeurs, auteurs et éditeurs du Canada Ltée) — канадское авторское общество, занимающееся правами публичных исполнений музыкальных произведений. CAPAC защищает эти права от имени ее членов (композиторов, поэтов-песенников, авторов и их издателей) и аффилированных международных организаций путём лицензирования использования их музыки в Канаде.

## История
CAPAC был учреждён как филиал авторского общества Великобритании «Performing Rights Society» (PRS) в 1925 году. Его первоначальной целью было администрирование авторских вознаграждений композиторов, поэтов-песенников и музыкальных издателей, чьи произведения были исполнены в Канаде, будь то авторов — исконных канадцев или иностранцев. Американское общество композиторов, авторов и издателей выкупило долю в CPRS в 1930 году. В 1935 году ASCAP стал совладельцем PRS. В 1989 году организация CAPAC объединилась с Исполняющей организацией по защите авторских прав Канады (Performing Rights Organization of Canada Limited), сформировав Общество композиторов, авторов и музыкальных издателей Канады (Composers, Authors and Music Publishers of Canada, CAPAC).

## Деятельность
CAPAC имеет головной офис в Торонто, филиалы в Монреале (основан в 1950 году) и Ванкувере (основан в 1974 году). На момент слияния в 1990 году с Performing Rights Organization of Canada Limited CAPAC выполняло работу от имени более чем 21000 канадских членов общества и сотен тысяч членов 36 дочерних зарубежных обществ. В свою очередь, иностранные общества ввели права на исполнение канадских произведений, в своих странах. Директорами общества были восемь композиторов и восемь издателей, включая Гарри Т. Jamieson (1925—1947), William St Clair Low (1947—1968), Джон Миллс (1968—1986), Майкл Р. Рок (1986—1990). Президентами общества были сэр Эрнест Макмиллан (1947—1969), ГRosaire Archambault и др.
В дополнение к своим основным функциям по лицензированию и сборам авторских вознаграждений CAPAC оказывает поддержку канадской музыкальной общественности. Общество в 1965—1990 годах года издавало двуязычный ежемесячный журнал «Канадский композитор». В 1938 году учредило конкурс композиторов с главным призом в размере $ 750. Среди тех, кто получил награду были Луи Эпплбом (1938), Роберт Барклай (1938, 1939), Роберт Флеминг (1941, 1942), Грэм Джордж (1943, 1947), Поль Макинтайр (1949, 1950, 1951), Оскар Моравец (1945, 1946), Чарльз Уилсон (1951) и др.
CAPAC был одним из основателей-спонсором канадского музыкального центра, который в течение многих лет оказывал финансовую помощь авторам.
CAPAC гранты были учреждены для композиторов — членов общества. Гранты помогали композиторам в подготовке музыкальных демонстрационных лент. С 1976 года выпускалась серия музыкальных портретов. Это были небольшие дисковые записи (ранее кассеты) каждый из которых содержал короткие отрывки из произведений композитора с его краткой биографией. Редакторами серии были Норм Бикрофт и Джона Освальд.
Чтобы отметить своё 50-летие в 1975 году CAPAC стал спонсором двух телевизионных передач: «Superfleurs» во французской сети CBC и «Фестиваль канадской песни» на CBC английской сети. В 1978 году CAPAC был организатором Международной конференции авторских музыкальных обществ.
В 1986 году обществом учреждена премия Godfrey Ridout для хоровой музыки.